# Cagnac-les-Mines
Cagnac-les-Mines – miejscowość i gmina we Francji, w regionie Oksytania, w departamencie Tarn. W 2013 roku jej populacja wynosiła 2393 mieszkańców. Przez gminę przepływa rzeka Vère. 